# IC 1219
IC 1219 ist eine linsenförmige Galaxie vom Hubble-Typ S0 im Sternbild Herkules am Nordsternhimmel. Sie ist schätzungsweise 465 Millionen Lichtjahre von der Milchstraße entfernt.
Das Objekt wurde am 22. Juli 1892 von Stéphane Javelle entdeckt.